# 阿積士女子足球會
阿積士女子足球會（AFC Ajax Vrouwen）是一家荷蘭女子足球球會，成立於2012年，球隊位於阿姆斯特丹，是阿積士足球會的女子隊。目前在荷蘭頂級聯賽的荷蘭女子足球甲級聯賽中作賽。

## 榮譽
- 荷蘭女子足球甲級聯賽
  - 冠軍 (3): 2017, 2018, 2023
- 荷蘭女子盃（英语：KNVB Women's Cup）
  - 冠軍 (5): 2014, 2017, 2018, 2019, 2022, 2024

## 外部連結
- Official site （页面存档备份，存于）